# Liv Bernhoft Osa
Liv Bernhoft Osa (även benämnd Liv Osa), född 3 mars 1957 i Voss,  är en norsk skådespelare.
Osa har bland annat medverkat i TV-serierna Jul på Månetoppen och Midsommarnatt. Hon har även medverkat i filmen Bergakungen.

## Filmografi (urval)
- 1990 – Den svarta cirkeln (TV-serie)
- 2002 – Jul på Månetoppen (TV-serie)
- 2017 – Bergakungen
- 2024 – Midsommarnatt (TV-serie)